# Carmen McRae
Carmen Mercedes McRae (ur. 8 kwietnia 1922 w Nowym Jorku, zm. 10 listopada 1994 w Beverly Hills) – amerykańska wokalistka, pianistka i kompozytorka jazzowa.

## Zarys biografii
Jej młodzieńczą kompozycję, Dream of Life, jako pierwsza zaśpiewała Billie Holiday. Debiutowała w 1944 w big-bandzie Benny'ego Cartera. Następnie przez krótki czas śpiewała z orkiestrą Counta Basiego. W latach 1946–47 pracowała w big-bandzie Mercera Ellingtona. Z tym zespołem dokonała swoich pierwszych nagrań płytowych, na których była wymieniona jako Carmen Clarke (jej mężem był wówczas perkusista Kenny Clarke). W 1962 wystąpiła na kalifornijskim festiwalu w Monterey z Louisem Armstrongiem i Dave'em Brubeckiem. W 1967 przeniosła się z Nowego Jorku do Beverly Hills. Występowała w klubach Los Angeles i Hollywood. W 1991 wycofała się z życia muzycznego z przyczyn zdrowotnych (rozedma płuc).
Siedmiokrotnie nominowana do nagrody Grammy. W 1994 została laureatką NEA Jazz Masters Award.

## Wybrana dyskografia
- 1954 Carmen McRae (Bethlehem)
- 1955 Torchy (Decca)
- 1957 After Glow (Decca)
- 1960 Book of Ballads (Kapp)
- 1965 Woman Talk • Live at the Village Gate (Mainstream)
- 1972 In Person (Mainstream)
- 1977 As Time Goes By • Live at the Dug (JVC)
- 1975 I Am Music (Blue Note)
- 1980 Two for the Road (Concord)
- 1986 Any Old Time (Denon)
- 1988 Velvet Soul (Laser Light)